# Xavier Samin
Xavier Samin (Faa'a, 1 de janeiro de 1978) é um ex-futebolista taitiano que joga como goleiro. Atualmente, defende o AS Tefana.
Fora dos gramados, divide-se entre as funções de professor de uma escola de futebol e de contador.

## Carreira
Entre 1986 e 2000, Samin jogou nas categorias de base do Tefana, se profissionalizando neste último ano.
Após doze anos defendendo o clube de sua cidade, mudou-se para o AS Dragon, onde atuou por uma temporada antes de voltar ao Tefana em 2013.

## Seleção francesa
Com a camisa da Seleção Taitiana de Futebol, Samin fez sua estreia oficial em 2001, apesar de ter sido convocado para algumas partidas no ano anterior. Foi uma das peças principais do elenco que venceu a Copa das Nações da OFC de 2012, que garantiu aos Toa Aito a vaga para a Copa das Confederações de 2013. A experiência do goleiro (disputou quatro eliminatórias de Copa do Mundo) era tão importante para o selecionado que o meio-campista Lorenzo Tehau disse que ele "era como um pai".
Escalado por Eddy Etaeta para o jogo inicial da Copa das Confederações, Samin falhou em um dos seis gols marcados pela Nigéria, e após a proposta de rotação do elenco taitiano na competição, Etaeta preteriu o veterano para as outras duas partidas - Mickaël Roche foi o goleiro titular contra a Espanha (que jogou com o time reserva) e Gilbert Meriel foi escalado contra o Uruguai. 
Em doze anos (contando as convocações iniciais antes de se profissionalizar em 2000), Samin realizou, no total, 29 partidas.